# Dème des Locriens
Pour les articles homonymes, voir Locres.
Le dème des Locriens (moderne : Δήμος Λοκρών, Dímos Lokrón) est un dème (municipalité) de la périphérie (Grèce) de Grèce-Centrale, dans le district régional de Phthiotide, en Grèce. Il a été créé avec le programme Kallikratis (2010) par la fusion des municipalités préexistantes d’Atalánti, de Dafnoussia, d’Oponte et de Malesína. L'étendue de la nouvelle municipalité est de 614,7 km2 et sa population 24 611 habitants conformément au recensement de 2001. Son siège a été fixé à Atalánti.

## Sources
- Programme Kallikratis - Journal officiel de la République Hellénique A87 la 07/06/2010
- Décision 45892 de Ministère de l’Intérieur, de la Décentralisation et de Gouvernement Électronique - Journal Officiel de la République Hellénique B1292 la 11/08/2010